# Мартін Панош
Мартін Панош (нім. Martin Panosch; нар. 3 грудня 1967, Шварцах-ім-Понгау) — австрійський політик та правник, з 2004 по 2013 рік був членом міського самоврядування міста Зальцбург, віце-мер, з 2014 року — регіональний директор Vienna Insurance Group. З 2016 року — почесний консул України в Зальцбурзі.

## Біографія
Народився 3 грудня 1967 року в Шварцах-ім-Понгау. У 1986 році переїхав до Зальцбурга.
Вивчав право у Зальцбурзькому університеті, здобув ступінь доктора наук у 1992 році. У 1994 році стає менеджером клубу в парламенті Зальцбурга. Того ж року також став викладачем з австрійського та європейського приватного права у Зальцбурзькому університеті.
З 2004 по 2013 рік був членом міського самоврядування міста Зальцбург. З 2009 року — віце-мер Зальцбурга. За ці роки він обіймав численні посади в наглядових радах та інших комітетах.
У вересні 2013 року Панош перейшов до приватного сектора і став заступником регіонального директора Vienna Insurance Group в Австрії. У жовтні 2014 року його призначили регіональним директором. З травня 2015 року він є членом Палати економіки Австрії.
У серпні 2016 року був призначений почесним консулом України в Зальцбурзі, а з вересня 2018 року він також є членом наглядових рад українських страхових компаній Українська страхова група та Княжа.